# Australaves
Australaves је недавно дефинисани кладус птица, који обухвата Eufalconimorphae (птице певачице, папагаји и соколови) као и Cariamiformes (укључујући и изумрле "терор птице"). Према последњим истраживањима оне су сестринска група са Afroaves. Као и у случају Afroaves, највећи део базног кладуса чине предатори, сугеришући да су њихови преци били предатори; међутим, неки истраживачи, као на пример Дарен Наиш, су скептични у овој процени, јер неки од изумрлих представника су били биљоједи као Strigogyps. Базни папагаји и соколовке су вероватно ,као што је то случај са вранама, сваштоједи.
|  | Falconiformes (соколовке)                                                                    |
|  |                                                                                              |
|  | \| \| Psittaciformes (папагаји) \| \| \| \| \| \| Passeriformes (птице певачице) \| \| \| \| |
|  |                                                                                              |
|  | Psittaciformes (папагаји)                                                                    |
|  |                                                                                              |
|  | Passeriformes (птице певачице)                                                               |
|  |                                                                                              |

|  | Psittaciformes (папагаји)      |
|  |                                |
|  | Passeriformes (птице певачице) |
|  |                                |

|  | Falconiformes (соколовке)                                                                    |
|  |                                                                                              |
|  | \| \| Psittaciformes (папагаји) \| \| \| \| \| \| Passeriformes (птице певачице) \| \| \| \| |
|  |                                                                                              |
|  | Psittaciformes (папагаји)                                                                    |
|  |                                                                                              |
|  | Passeriformes (птице певачице)                                                               |
|  |                                                                                              |

|  | Psittaciformes (папагаји)      |
|  |                                |
|  | Passeriformes (птице певачице) |
|  |                                |

Кладограм Australaves је саставио Прум, Р. O. et al. (2015).